# Otodontidae
Otodontidés, Requins aux grandes dents
Famille
Genres de rang inférieur
- †Cretolamna
- †Kenolamna
- †Megalolamna
- †Megaselachus
- †Otodus (syn. Carcharocles)
- †Palaeocarcharodon
- †Parotodus

Les Otodontidés (Otodontidae) aussi connu sous le nom de Requins aux grandes dents,, sont une famille fossile de requins lamniformes ayant vécu du Barrémien du Crétacé inférieur jusqu'au Pliocène. 

## Classification
La famille des Otodontidae est décrite en 1964 par le paléontologue russe Leonid Sergejewitsch Glikman (1929-2000) ,.

### Fossiles
Selon Paleobiology Database en 2023, cette famille est représentée par 659 collections pour 764 occurrences.

## Présentation
On y trouve notamment les genres Carcharocles et Otodus (désormais considéré comme synonymes), incluant également le Mégalodon,.